# Национален университет Сан Маркос
Националният университет „Сан Маркос“ (на испански: Universidad Nacional Mayor de San Marcos, UNMSM) е държавен университет, разположен в Лима, Перу. Той е най-старият университет в Северна и Южна Америка. Основан е на 12 май 1551 г. с указ на крал Карл V. Базиран е на монашеското училище на Доминиканския орден, което е кръстено на Свети Марк. Оттам идва и името му.
Университетът се смята за най-престижната и уважавана институция за висше образование в Перу. Счита се и за водещ изследователски център в страната. Много влиятелни перуански и латиноамерикански мислители, учени, политици и писатели са учили в университета. В исторически план университетът е печелил известност и като център на студентския активизъм.
Днес университетът има 20 факултета и 58 катедри, които предоставят бакалавърско и следдипломно образование. Повечето факултети и изследователски институти са разположени в „Университетския град“ в западните покрайнини на Лима. Университетът има около 40 000 студенти бакалавърска степен и 4000 докторанти.
Университетът е домакин на редица обществени институции (като Културния център „Сан Маркос“ и Природонаучния музей), а от 1924 г. и на футболния клуб „Университарио“.